# マイケル・アラダイス
マイケル・アラダイス（Michael Allardice、1991年10月19日 - ）は、ニュージーランド出身のラグビーユニオン選手。ジャパンラグビーリーグワンのリコーブラックラムズ東京に所属している。

## 経歴
ニュージーランドのマナワツ・ワンガヌイ地方出身。パーマストンノース・ボーイズ・ハイスクールPalmerston North Boys' High School卒業後、カンタベリー大学で商学士の学位を3年間で取得した。
大学生時代の2012年、ITMカップ（後のNPC、ニュージーランド州代表選手権）のカンタベリーで1試合出場。
卒業後の2013年、ホークス・ベイに入団し、同年のITMカップは決勝戦まで全試合に出場した。
2015年、スーパーラグビーのチーフスのメンバーとなる。
シーズン終わりとなった2016年8月、ワイカト地方ティラウ近郊のオコロイレ温泉にあるパブ兼公共スイミングプールで行われたチーフスの打ち上げ会で、同性カップルに対して同性愛嫌悪的な虐待（同性愛者への暴言）をしたことで、ニュージーランドで大きな話題となった。後に、アラダイスは公に謝罪した。
2019年、チーフスを退団。
2020年、ジャパンラグビートップリーグのトヨタ自動車ヴェルブリッツ（現・トヨタヴェルブリッツ）に加入。2021年2月20日、第1節東芝ブレイブルーパス戦に先発出場で、日本での公式戦初出場を果たす。
2023年、レッドハリケーンズ大阪に加入。2025年5月、退団。
2025年7月、リコーブラックラムズ東京に加入。